# Jüdischer Friedhof Bothfeld

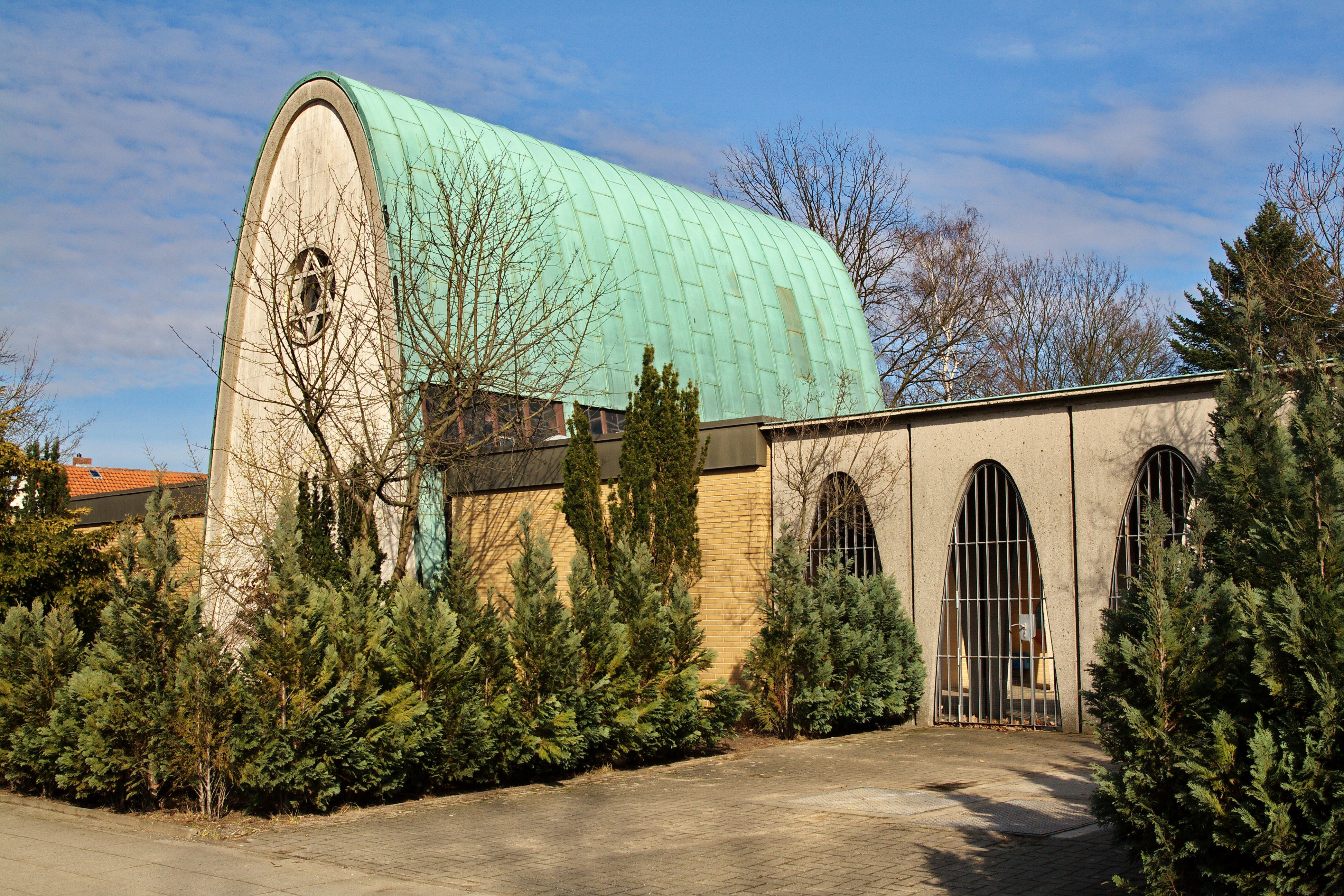
Eingang zum Friedhof mit der neuen Trauerhalle

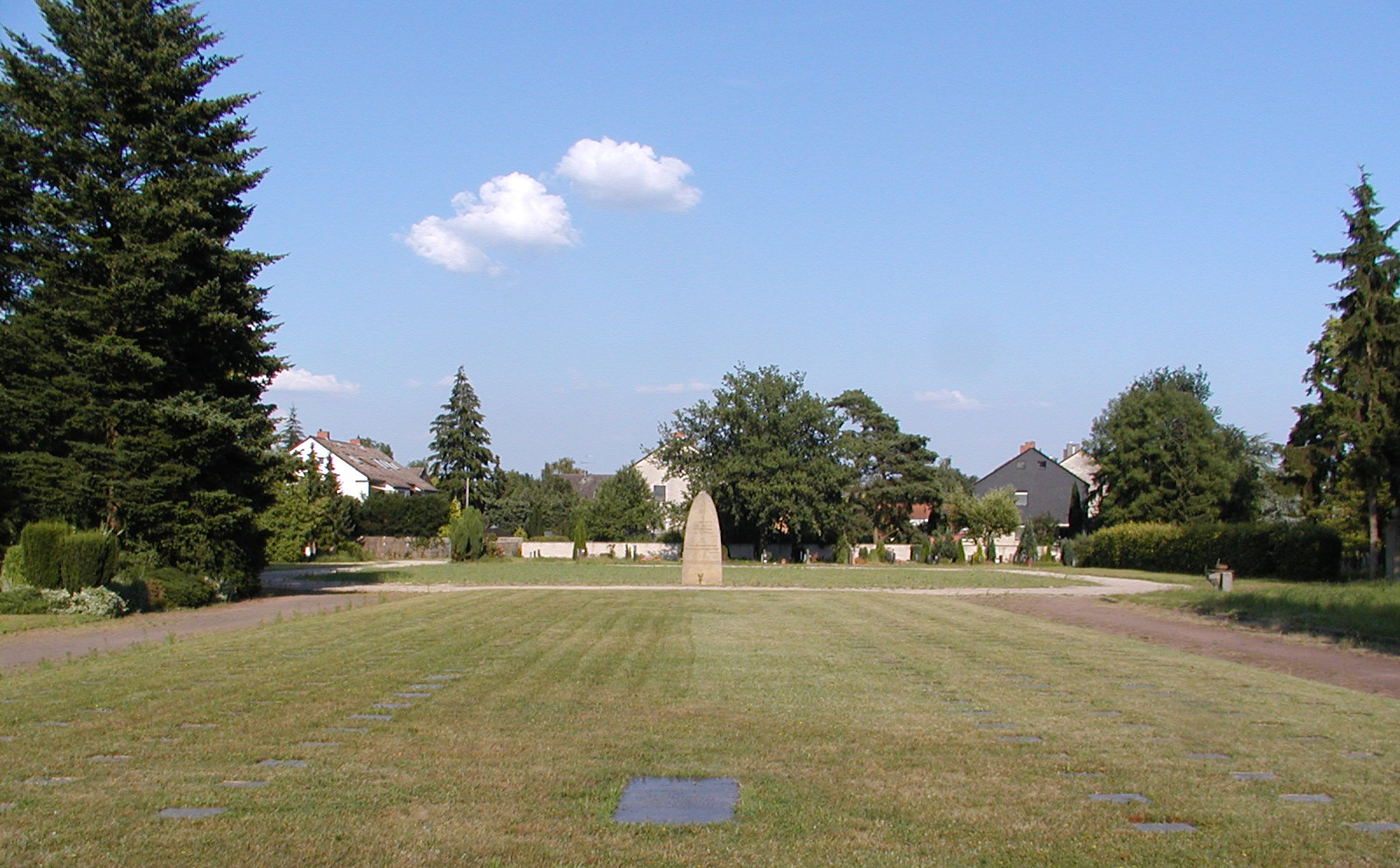
Das Feld mit mehr als 300 Urnen jüdischer KZ-Opfer aus Hannover

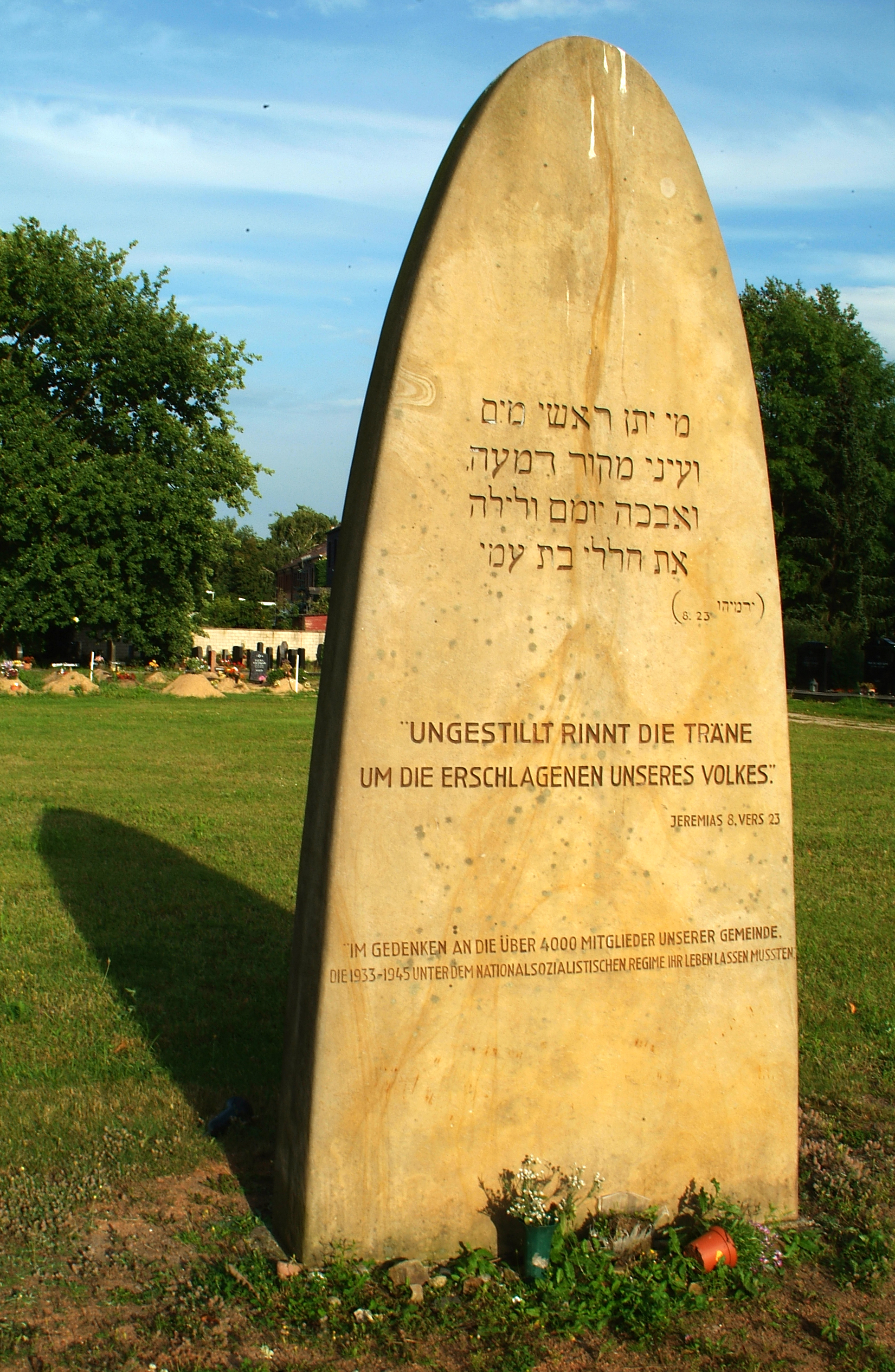
Das 1960 errichtete Ehrenmal zum Gedenken an die Opfer der Judenverfolgung in Hannover

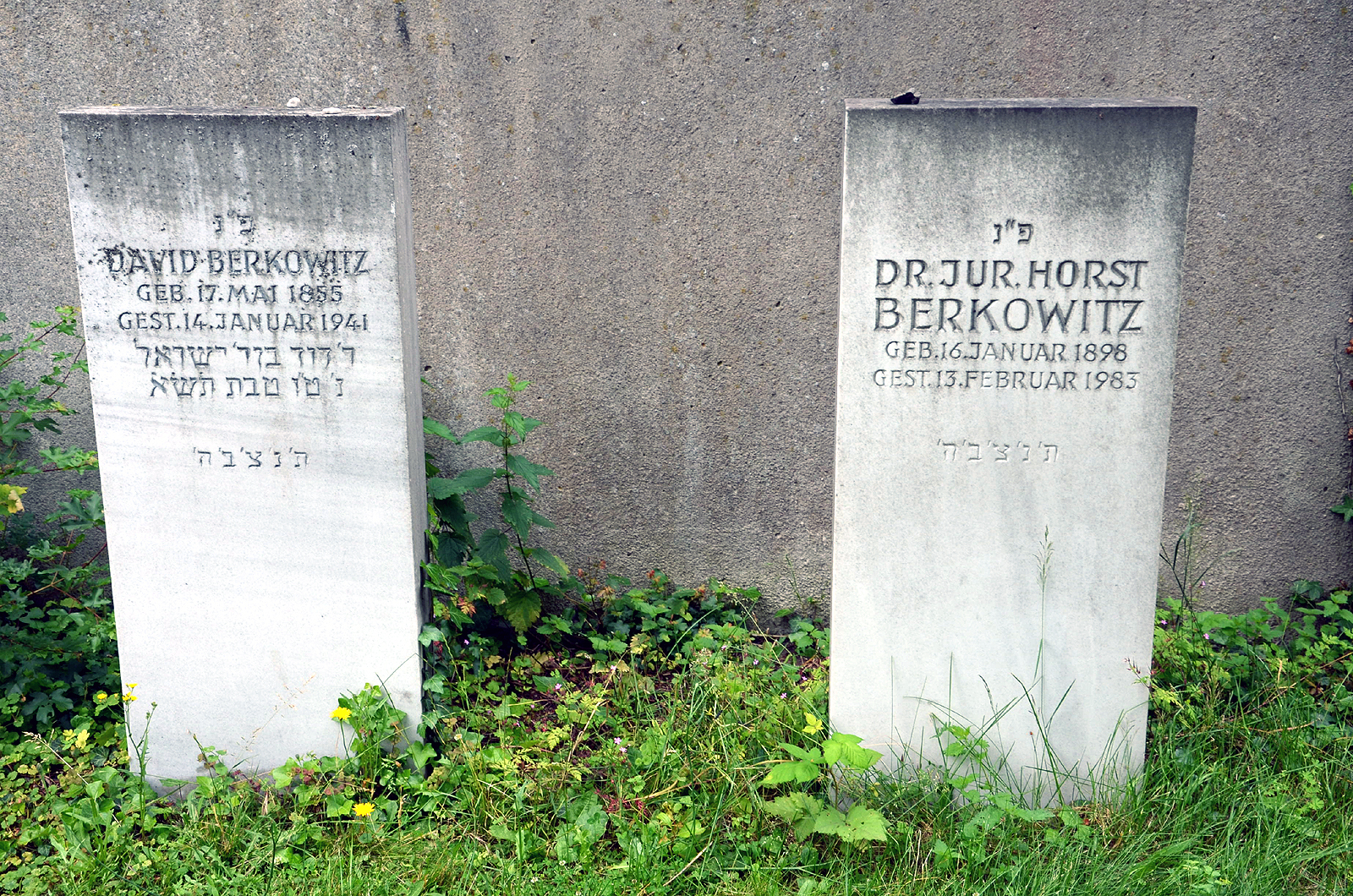
Grabsteine für David und den Holocaust-Überlebenden Horst Egon Berkowitz

Der Jüdische Friedhof Bothfeld ist ein jüdischer Friedhof in Hannover-Bothfeld an der Burgwedeler Straße 90. Kapelle und Grabmale sind heute denkmalgeschützt.

## Geschichte
Der jüdische Friedhof in Bothfeld war anfangs als Parkfriedhof geplant, wurde jedoch aus wirtschaftlichen Gründen 1924 zunächst nur als Provisorium auf kleiner Teilfläche eingerichtet. Die erste Beisetzung erfolgte am 11. November desselben Jahres mit der Bestattung von Ida Stern.
Fünf Jahre später wurde nach einem Entwurf von Werner Koech 1929 eine Trauerhalle errichtet, ein Kuppelbau mit Seitenräumen für die Totenwache und für die Verwaltung des Friedhofs.
Am 10. November 1938, im Jahr der Reichspogromnacht, wurde der Friedhof geschändet, die Trauerhalle durch Brandstiftung zerstört und später vollständig abgerissen. 1941 wurden die noch nicht mit Gräbern belegten Flächen an die Stadt Hannover abgetreten. Bis 1942 waren insgesamt 860 Bestattungen vorgenommen worden.
Nach dem Zweiten Weltkrieg wurden noch 1945 mehr als 300 Urnen mit der Asche jüdischer KZ-Häftlinge beigesetzt.
1959 erwarb die damalige Nachkriegsgemeinde den Friedhof und ließ bis 1960 an der Straßenfront eine neue Trauerhalle errichten nach einem Entwurf von Hermann Zvi Guttmann. Zugleich wurde das Ehrenmal zum Gedenken an die Opfer der Judenverfolgung in Hannover aufgestellt. Es trägt die Inschrift: „Ungestillt rinnt die Träne um die Erschlagenen unseres Volkes – Jeremias 8, Vers 23. Im Gedenken an die über 4000 Mitglieder unserer Gemeinde, die 1933–1945 ihr Leben lassen mussten. (14. Sept. 1960).“ Die „parabolische Bogenform der Halle“ wurde dabei ebenso in den Arkadenöffnungen aufgegriffen wie in der Form des Ehrenmals.
Der Vorsitzende der jüdischen Gemeinde, Norbert Prager, weihte die neue Friedhofshalle.

## Bedeutende Gräber
Bis Ende 2008 wurden mehr als 1.000 Bestattungen in Reihen- oder Familiengräbern vorgenommen, darunter
- 1930: Ferdinand Sichel;
- 1930: Julius Blanck;[5]
- 1970: Emmy Scholem
- 1983: Horst Egon Berkowitz[6] neben dem Grab seines Vaters David († 1941).[7]
- Inschrift für Arthur und Ottilie Bernstein am Familiengrab von Harold Byrns.[8]
- 2020: Benjamin Wolff